# 柏木源藤
柏木 源藤（かしわぎ げんとう / もとひさ）は、安土桃山時代から江戸時代にかけての武将。島津氏の陪臣。川上忠兄の被官。後に出石氏を名乗る。一部史料にある柏田源蔵は誤り。

## 略歴
慶長5年（1600年）の関ヶ原の戦いで、西軍に属した島津義弘の許へ主君・忠兄に同行し参陣した。その退却戦（島津の退き口）の際に東軍の井伊直政勢100騎が追撃して来たところを、源藤は藪の中から鉄砲で直政の急所を狙撃して落馬させる大功を上げた。源藤は無事に薩摩国へ戻り、義弘の隠居所のある加治木に住んだ。
『旧南林寺由緒墓志』によると、自身の狙撃により戦傷死を遂げた直政の弔いの為に墨染の法衣を纏い回国修行に旅立ったが、遂には帰国しなかったという。源藤の子孫について『本藩人物誌』には、「忠兄流川上氏の家人に子孫だという者があるが真実であるかは分からない」とある。
明和6年（1769年）に建立された墓が、鹿児島の南林寺にある。